# Krisnini
Los krisninos (Krisnini) son una tribu de hemípteros auquenorrincos de la familia Cicadellidae. Tiene los siguientes géneros.

## Géneros
- Krisna[1]